# Nebria mannerheimii
Nebria manierheimii è una specie di coleottero di terra della famiglia dei Carabidi. Si trova in America del Nord.